# Kosihy nad Ipľom
Kosihy nad Ipľom, ungarisch Ipolykeszi (bis 1927 slowakisch „Ipolské Kosihy“) ist eine kleine Gemeinde im Süden der Slowakei mit 367 Einwohnern (Stand 31. Dezember 2024). Sie gehört zum Okres Veľký Krtíš, einem Kreis des Banskobystrický kraj.

## Geographie
Die Gemeinde befindet sich im Westteil des Talkessels Ipeľská kotlina nahe der Mündung von Veľký potok (wörtlich Großer Bach) in den Ipeľ, direkt an der Grenze zu Ungarn. Das Ortszentrum liegt auf einer Höhe von 140 m n.m. und ist 21 Kilometer von Šahy sowie 27 Kilometer von Veľký Krtíš entfernt.
Nachbargemeinden sind Trebušovce im Norden, Veľká Čalomija im Osten, Dejtár (H) im Süden und Dolinka im Westen.

## Geschichte

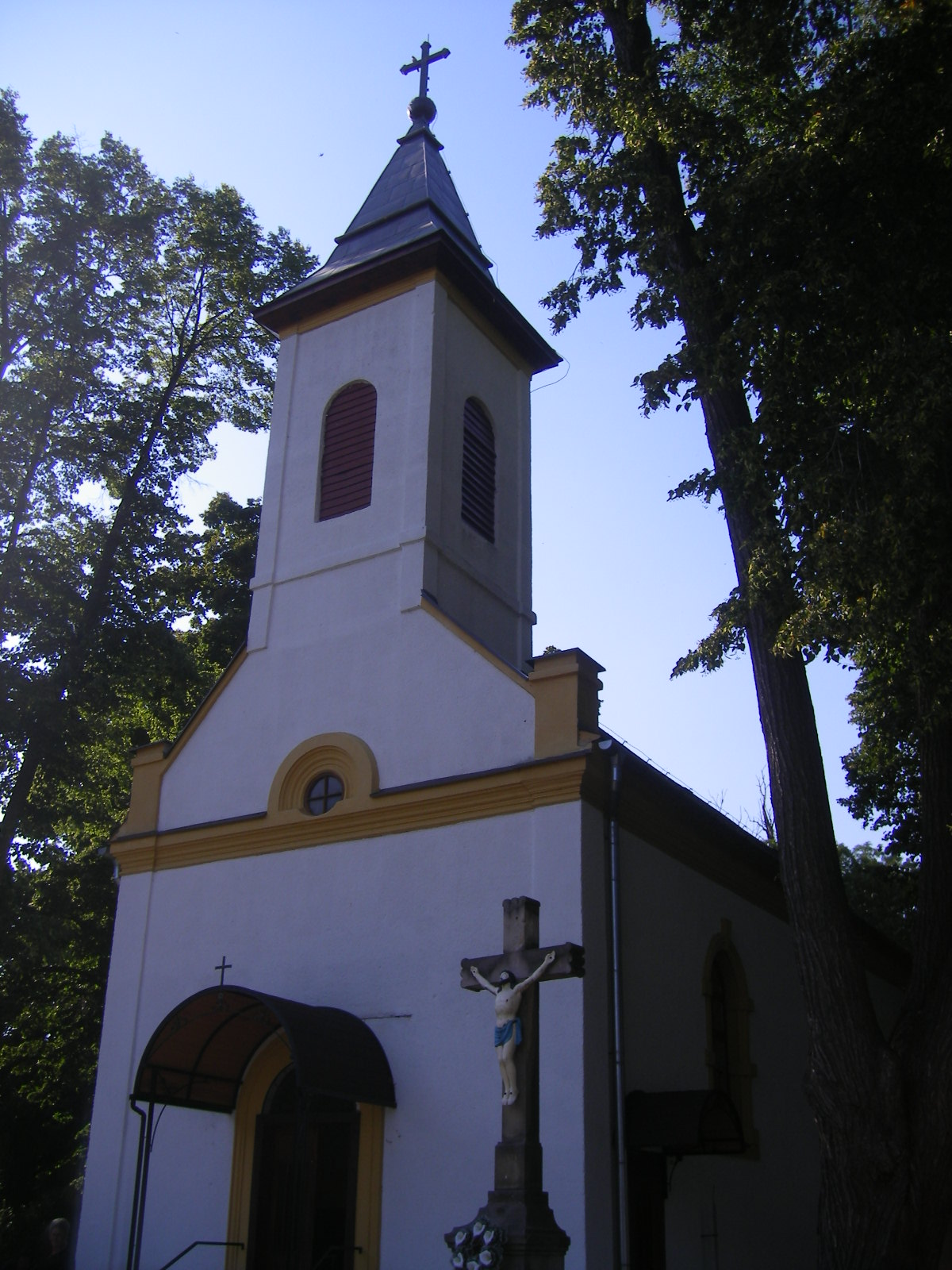
Kirche

Der Ort wurde zum ersten Mal 1248 schriftlich erwähnt. 1828 zählte man 75 Häuser und 448 Einwohner, die vorwiegend als Landwirte beschäftigt waren.
Bis 1918/1919 gehörte der im Komitat Hont liegende Ort zum Königreich Ungarn und kam danach zur Tschechoslowakei beziehungsweise heute Slowakei. Auf Grund des Ersten Wiener Schiedsspruchs war er zwischen 1938 und 1945 noch einmal Teil von Ungarn.

## Bevölkerung
| Jahr                | 1994 | 2004    | 2014     | 2024     |
| ------------------- | ---- | ------- | -------- | -------- |
| Anzahl der Personen | 487  | 481     | 428      | 367      |
| Unterschied         |      | −1,23 % | −11,01 % | −14,25 % |

| Jahr                | 2023 | 2024    |
| ------------------- | ---- | ------- |
| Anzahl der Personen | 381  | 367     |
| Unterschied         |      | −3,67 % |

Gemäß der Volkszählung 2011 wohnten in Kosihy nad Ipľom 470 Einwohner, davon 357 Magyaren, 93 Slowaken und drei Roma. 17 Einwohner machten keine Angabe zur Ethnie.
439 Einwohner bekannten sich zur römisch-katholischen Kirche, zwei Einwohner zur Evangelischen Kirche A. B. und ein Einwohner zu den Baptisten; fünf Einwohner bekannten sich zu einer anderen Konfession. Vier Einwohner waren konfessionslos und bei 19 Einwohnern wurde die Konfession nicht ermittelt.

## Bauwerke und Denkmäler
- römisch-katholische Kirche im neoklassizistischen Stil aus dem Jahr 1899
- Landsitz im klassizistischen Stil aus dem Ende des 18. Jahrhunderts

## Söhne und Töchter der Gemeinde
- Arnold Ipolyi (1823–1886), ungarischer Geistlicher, Historiker und Kunsthistoriker